# Австрославізм

народи Австро-Угорщини в 1911 році

Австрославі́зм, австрофільство — інтелектуальна й громадсько-політична течія в Австрійській імперії, висунута в середині XIX століття у відповідь на плани розбудови німецької державності за рахунок слов'янських етнічних теренів (див. «Хрестовий похід проти слов'ян», «Розселення німців на схід», «Норманська теорія»). Австрославізм ставив за мету здобуття рівноправності й автономії слов'янських народів та об'єднання їх на федеративних засадах під егідою і в рамках монархії Габсбургів. Найбільшої популярності австрославізм здобув серед чехів, тому часто розглядається як чеська програма перебудови Австрійської імперії, а з 1867 р. Австро-Угорщини в федеративну державу під владою династії Габсбургів. Передбачала надання чехам та іншим слов'янським народам рівноправності та автономії в межах Австрійської імперії, звідки й назва австрославізм. У своїх поглядах прихильники австрославізму відмежовувалися від ідеології й політики сепаратизму, панславізму, москвофільства.

## Історія

### Поняття «австрійства»
Поряд з етнічною чеською свідомістю та локальним патріотизмом не менш важливим елементом національної ідеології чехів в XIX столітті було також усвідомлення належності до Австрійської імперії — так зване «австрійство». Ян Малий, діяч чеського національного руху, незадовго до революції 1848 року писав:
| «Ми як чехи, також є австрійцями, і це означає, що ми члени такого суспільства народів, з подальшим збереженням якого пов'язане наше власне існування. Разом зі мною це відчуває кожен освічений чех, це тверде внутрішнє переконання всіх нас». |
«Австрійство» відрізняли раціоналізм та реалістичне сприйняття дійсності; емоційні витоки в ньому були майже повністю відсутні. Це відчуття обумовлювалось в першу чергу ставленням індивіду до політичної спільності та держави. Історично «австрійство» було приречене поступитись натиску етнокультурного націоналізму, що дуже швидко розвивався, хоча як в 1848 році, так і в подальший період воно залишалось значним фактором в чеській ідеології та політиці. Провідний друкований орган чеського національного руху «Народні новини» у квітні 1848 року вніс важливе уточнення в тлумачення цього поняття:
| «В політичному сенсі ми всі австрійські громадяни, але в національному сенсі ми не австрійці».[2] |

### Розвиток ідей

Розселення слов'ян (темно-зелений) в Австро-Угорщині

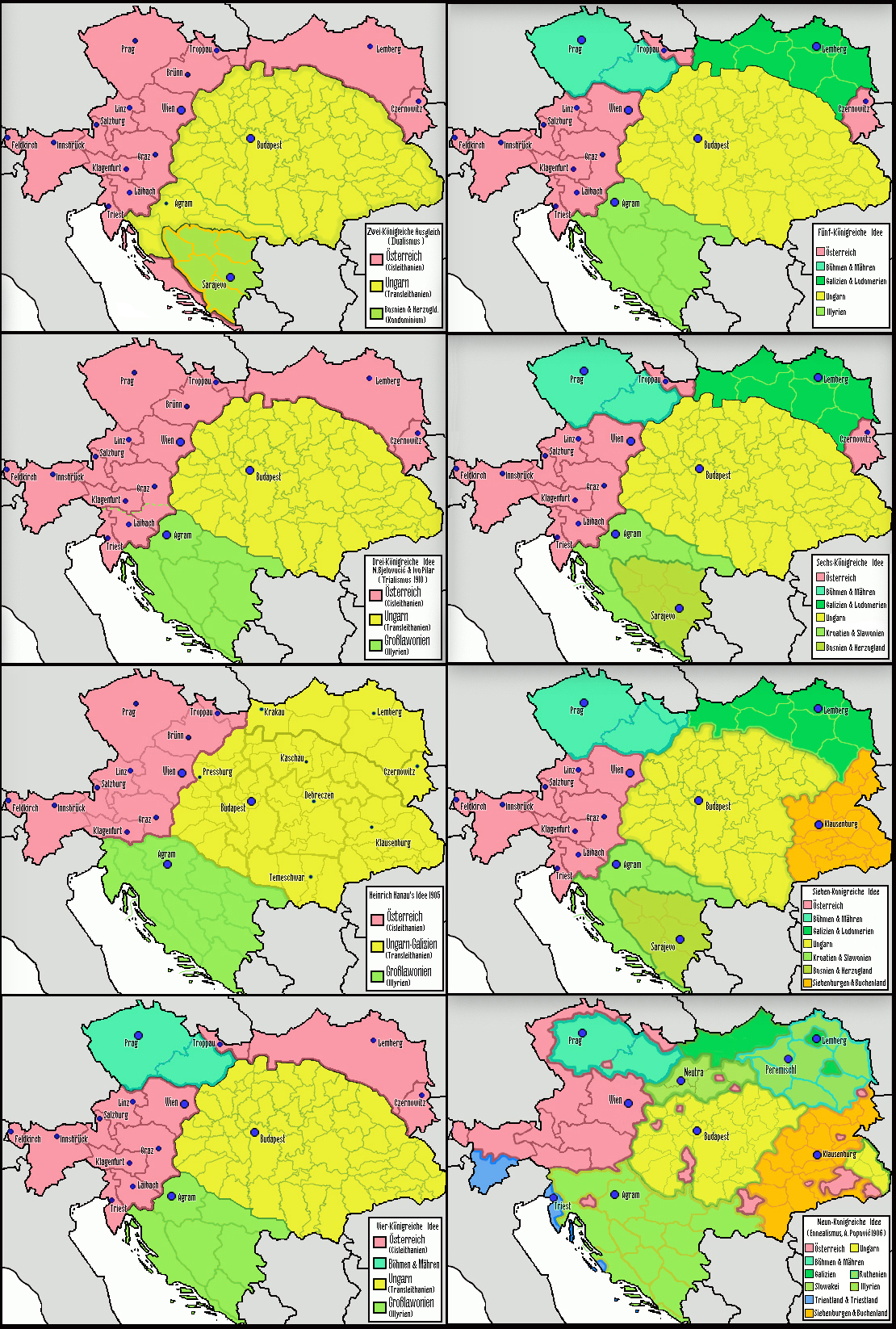
Проекти федеральних варіантів Австро-Угорщини від австро-угорського дуалізму (угорі ліворуч) до Сполучених Штатів Великої Австрії (внизу праворуч) через «триалізм» спадкоємного ерцгерцога Франца Фердинанда та, та чотири, п'ять, шість або сім варіантів королівства. Австрославізм може бути північним (чехи, словаки, поляки, українці) або південним (словенці, хорвати, боснійці, серби).

Вперше основні принципи австрославізму висловив чеський політичний діяч Карел Гавлічек-Боровський в 1846 році на сторінках редагованої ним газети «Празькі новини» (статті «Слов'янин та чех» («Slovan a Cech») та інші). В період революції 1848–1849 рр. з розгорнутою програмою австрославізму виступив голова чеського ліберального табору історик Франтішек Палацький («Лист до Франкфурту» («Psani do Frankfurta») 1848, «Промови в конституційному комітеті Кромержижівського парламенту» 1849 р. та інші).
Австрославістські ідеї здобули визнання на Слов'янському з'їзді 1848 р. у Празі й були покладені в основу його документів —
- «Звернення до слов'янських народів Австрії» та
- «Маніфест до європейських народів».

Тоді ж голова польсько-русинської секції з'їзду Кароль Лібельт висунув проект, за яким передбачалося проведення щорічних слов'янських конгресів, створення комітету з вирішення спільних для австрійських слов'ян справ. Концепція австрославізму знайшла підтримку в колах західних українців та в діяльності їх першої політичної організації — Головної руської ради, яка 1848 р. запропонувала поділити Галичину на дві автономні частини — східну українську і західну польську. Імператорський уряд ігнорував вимоги австрославістів (див. «Національне самовизначення»), але настанови австрославізму лишалися в програмах різних національних організацій і політичних партій імперії до Першої Світової війни. Водночас австрославізм, що з 60-х років XIX століття був однією з форм австрійського федералізму, піддавався критиці революційно налаштованими силами в самій Габсбурзькій монархії й поза її межами за підтримку імперської системи правління.

## Представники австрославізму
- Карел Гавлічек-Боровський
- Йосип Юрай Штросмаєр
- Франтішек Палацький
- Франьо Міклошич
- Антон Томаш Лінгарт
- Єрней Копітар
- Йосип Єлачич
- Венетська теорія
- Павло Стальмах[ru]
- Янеш Трстенішкі